# 10인 위원회 (베네치아)

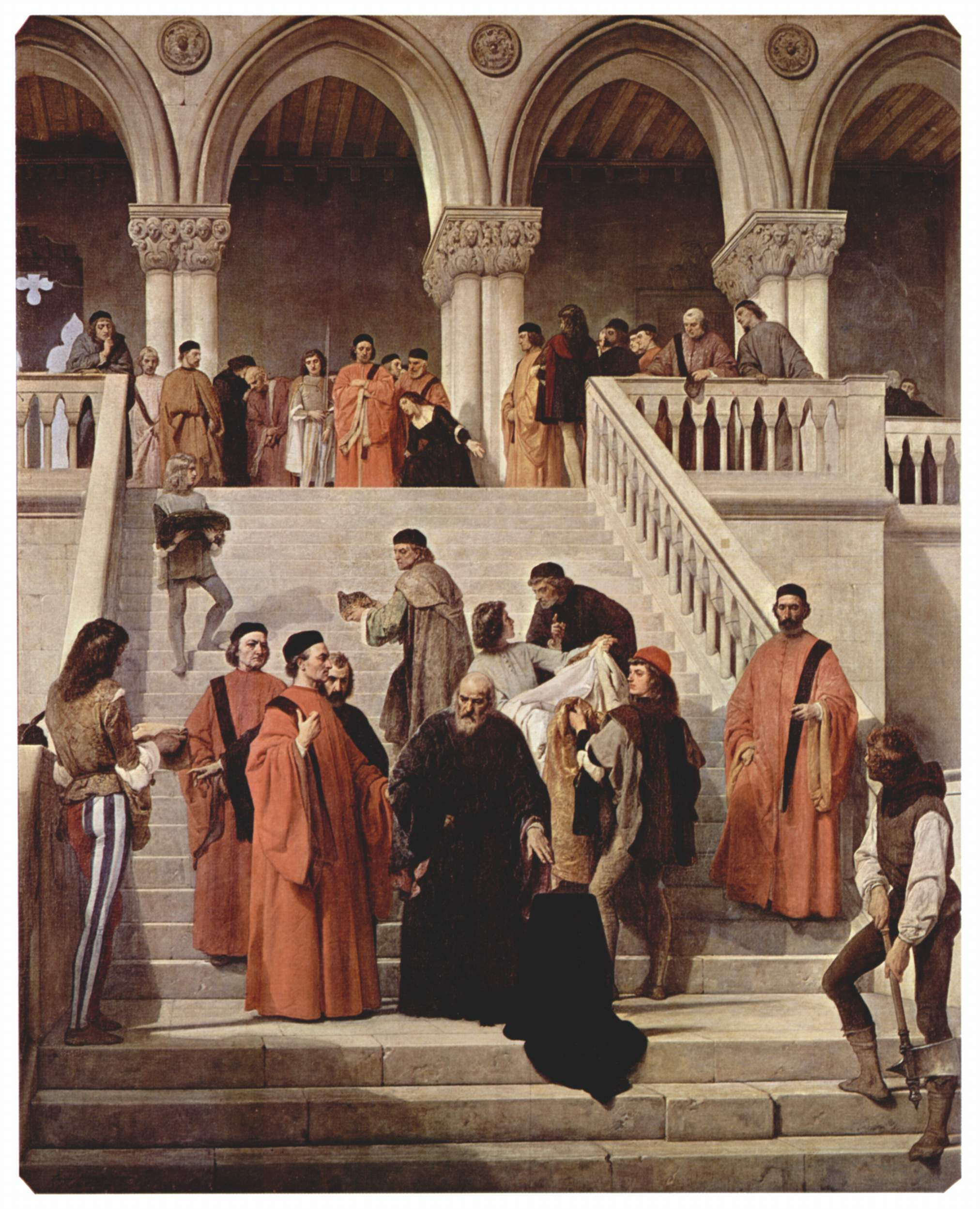
프란체스코 하예츠의 도제 마리노 팔리에로의 죽음에서의 10인 의원회 (1867)

10인 위원회(Consiglio dei Dieci) 또는 줄여서 10인회(i Dieci)는 1310년부터 1797년까지 존재했던, 보통 비밀스러운 활동을 하던 베네치아 공화국의 정치 조직 중 하나이다. 일부 사료에서 10인 위원회가 베네치아에서 보통 받아들여졌다고 나타나기도 하지만, 반대도 존재한다.

## 기원
10인 위원회는 바야몬테 티에폴로가 도제를 상대로 일으킨 반란에 일시적인 목적으로 1310년 7월 10일에 만들어졌으며, 이 사태를 진정시키기 위해 긴급하게 권력이 주어졌다. 원래는 두 달 간만을 위해 설치되었지만, 10인회의 권한은 1334년 영구 기관이 될 때까지 지속적으로 갱신되었다.

## 구성
위원회는 공식적으로는 베네치아 시의회에서 1년마다 선출한 10명의 위원으로 구성되어있다. 실제로는 도제와 시뇨리아들이 포함되어 17명으로 확장되었다. 중요 문제로는 존타(zonta)로 구성되어있는 추가적인 의원들에 의한 의원 수의 증가였는데, 이 문제는 1583년 이후로 드물어졌다.
위원회의 의원은 두 임기를 연이어서거나 동시에 같은 가문 출신의 사람들이 선출 될 수는 없었다.
위원회의 지도자는 임기 중 한 달 동안에 10명의 위원 중에서 선출된 인원인 카피(Capi) 3명이 인정을 받는다. 그 달 동안에 그들은 부패와 뇌물을 방지하기 위해 두칼레 궁전에 틀어박혀 근무했다.

## 활동
위원회는 공식적으로는 정부 타도와 부패로부터 공화국의 안정과 정부 유지를 핵심 업무로 삼았다.